# Rhagoletis striatella
Rhagoletis striatella
 es una especie de insecto del género Rhagoletis, familia Tephritidae, orden Diptera. Wulp la describió en 1899.
La larva mide 8.5 a 10 mm. Se alimenta de los frutos de Physalis y otras especies de la familia Solanaceae. Las alas del adulto tienen tres bandas negras. Se encuentra en Norteamérica, desde Ontario, por el este de Estados Unidos, hasta México.